# Hoon Lee

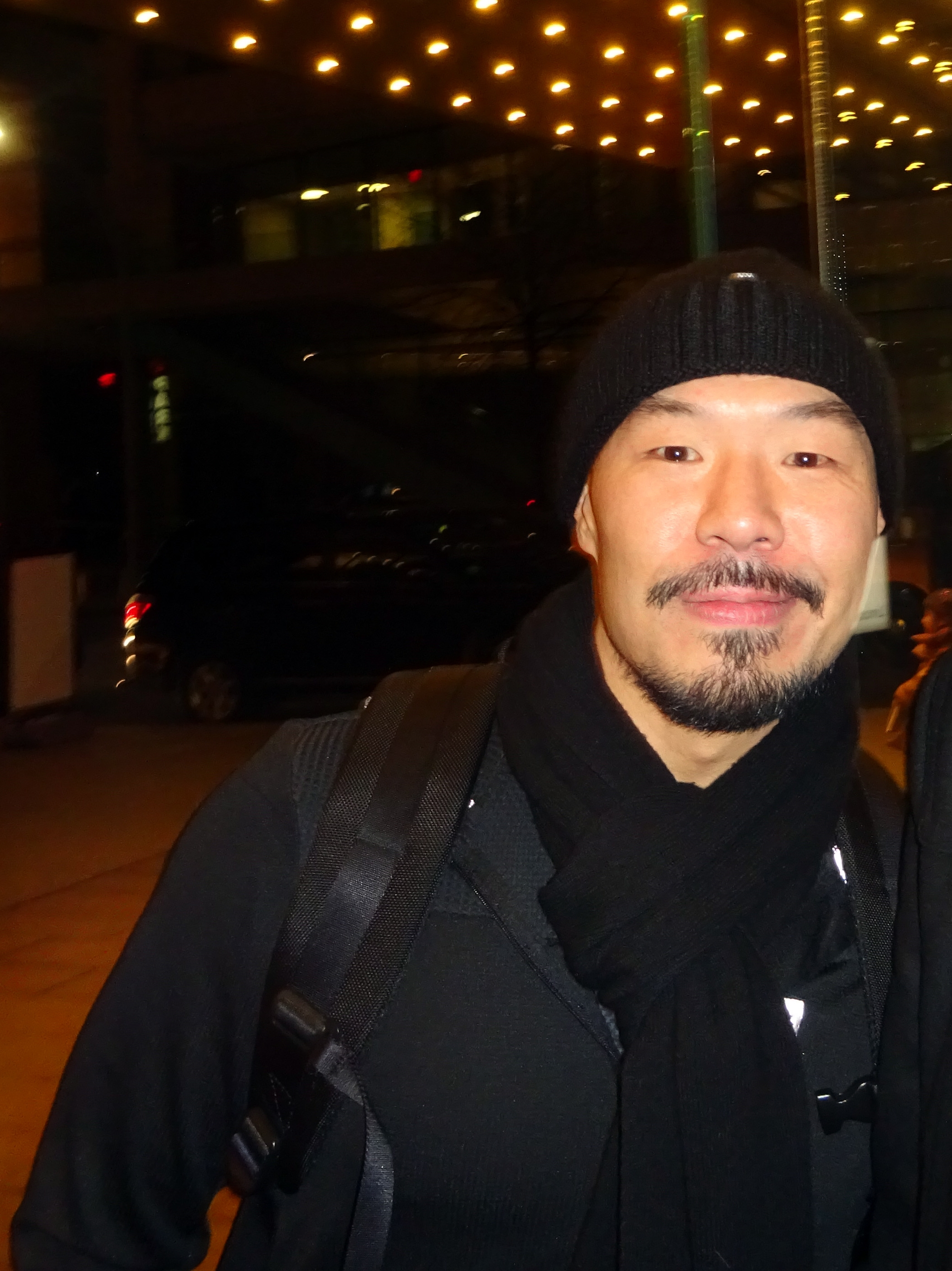
Hoon Lee (2016)

Tong Hoon Lee (* 18. Juli 1973 in Plymouth, Massachusetts) ist ein US-amerikanischer Schauspieler und Synchronsprecher.

## Leben
Hoon Lee trat erstmals 2001 in dem Stück Pinkelstadt im American Theatre of Actors am Off-Broadway auf und spielte in den darauffolgenden Jahren in mehreren Rollen im Theater, so unter anderen 2008 den Rosencrantz in einer Musical-Version von Shakespeares Hamlet. Im selben Jahr erhielt Lee den Theatre World Award für seine Darstellung in dem Stück Yellow Face.
Seinen ersten Auftritt im Fernsehen hatte er in der Serie Sex and the City als Dr. Mao. Es folgten weitere Gastrollen in Serien wie Law & Order, Fringe – Grenzfälle des FBI, Royal Pains und White Collar. Von Januar 2013 an spielte er bis zum Ende im Mai 2016 die Rolle des Transvestiten und Computerhackers Job in der Cinemax-Serie Banshee – Small Town. Big Secrets.
Als Synchronsprecher ist Lee vor allem als Stimme von Splinter in der CGI-Serie Teenage Mutant Ninja Turtles bekannt, die seit 2012 auf Nickelodeon läuft.
Hoon Lee ist seit Oktober 2008 mit Sekiya Lavone Billman verheiratet, die er 2001 bei der Aufführung des Stücks Making Tracks in Taipei kennengelernt hat.

## Filmografie (Auswahl)
- 2003: Sex and the City (Fernsehserie, Episode 6x11)
- 2004: Saving Face
- 2006: Law & Order (Fernsehserie, Episode 16x21)
- 2008: Fringe – Grenzfälle des FBI (Fringe, Fernsehserie, Episode 1x05)
- 2009: The Unusuals (Fernsehserie, Episode 1x04)
- 2009: Royal Pains (Fernsehserie, Episode 1x08)
- 2009: White Collar (Fernsehserie, Episode 1x06)
- 2010: Blue Bloods – Crime Scene New York (Blue Bloods, Fernsehserie, Episode 1x08)
- 2011: Die Tochter meines besten Freundes (The Oranges)
- 2012: Premium Rush
- 2012–2017: Teenage Mutant Ninja Turtles (Fernsehserie, 77 Episoden, Stimme)
- 2013–2016: Banshee – Small Town. Big Secrets. (Banshee, Fernsehserie, 37 Episoden)
- 2014: The Blacklist (Fernsehserie, Episode 1x16)
- 2015: Bosch (Fernsehserie, Episode 1×06)
- 2017: Outcast (Fernsehserie, sieben Episoden)
- 2019–2023: Warrior (Fernsehserie)
- 2019: Navy CIS: New Orleans (NCIS: New Orleans, Fernsehserie, Episode 5x15)
- 2020: Mulan
- 2021: See – Reich der Blinden (See, Fernsehserie, acht Episoden)